# D. J. 와그너
D. J. 와그너(본명: Dajuan Marquette "D.J." Wagner Jr., 2005년 5월 4일 ~ )는 사우스이스턴 콘퍼런스(SEC)의 아칸소 레이저백스(Arkansas Razorbacks) 소속 미국 대학 농구 선수이다. 이전에 켄터니 와일드캣츠(Kentucky Wildcats)에서 뛰었다. 전 프로 농구 선수 다후안 와그너(Dajuan Wagner)의 아들이자 프로 선수 밀트 와그너(Milt Wagner)의 손자이다. 합의된 5성 신입 선수이자 2023년 클래스 최고의 선수 중 한 명이었다.

## 고등학교 경력
캠든 고등학교(Camden High School)에서 신입생 시즌을 맞이하는 여름 동안 와그너는 콜로라도 스프링스에서 열린 USA 농구 7월 미니 캠프에 초대된 2023년 유망주 중 세 명 중 한 명이었다. 몇 달 후 뉴저지에서 고등학교 농구 시즌이 시작되기 전에 두 번째 미국 농구 행사에 다시 초대되었다.
2019년 12월 20일 첫 경기에서, 경기 입장을 위해 한 시간 이상 기다린 관중 앞에서 와그너는 처음 7번의 필드 골 시도 중 6번을 놓쳤음에도 불구하고 15점을 획득했다.
전 NBA 선수 릭 브런슨(Rick Brunson)의 코치를 받은 와그너는 팀의 시즌이 코로나19 범유행으로 인해 조기 종료되기 전에 캠든을 25연승으로 이끄는 데 도움을 주었다. 캠든은 NJ.com에서 올해의 뉴저지 남학생 농구팀 상을 받았다.
신입생으로서 와그너는 맥스프렙스 프레시맨 올아메리칸(MaxPreps Freshman All-American) 영예를 얻기 위해 평균 18.5점을 획득했다. 2023년 1월 24일 와그너는 그의 아버지 다후안과 할아버지 밀트에 합류하여 최초의 3세대 맥도널드 올아메리칸(McDonald's All-American)이 되었다.
주니어 시절 그는 경기당 평균 19.6득점, 4.3리바운드, 3.3어시스트, 3.1스틸을 기록하며 캠든이 NJSIAA 그룹 2 주 챔피언십에 진출하는 데 도움을 주었다. 선배로서 그는 경기당 평균 22.5 득점과 3.3 리바운드를 기록하여 팀을 23-2 기록으로 이끌었다.

### 리크루트
주요 리크루트 서비스에 따르면 와그너는 합의된 5성 신입 선수이자 2023년 클래스 최고의 선수 중 한 명이었다. 주니어 시즌 중반에 와그너는 2020년부터 2년 동안 2023년 클래스에서 컨센서스 1위 픽의 통치를 유지한 후 라이벌즈에 의해 2023년 클래스 1위 선수 순위가 3위로 떨어지는 것을 보았다. 2022년, 와그너는 루이빌의 제안을 통해 켄터키에서 대학 농구를 하기로 약속했다.